# ローリング・クレイドル
ローリング・クレイドル（Rolling Cradle）は、プロレス技の一種である。日本名は回転揺り椅子固め（かいてんゆりいすがため）、回転股裂き固め（かいてんまたさきがため）。

## かけ方
相手をコブラツイストの体勢で背後から相手の左脚に自身の左脚をフックする。相手の右脚の付け根のあたりを両腕で抱えるようにロックしながら後ろへ倒れこむ。この倒れこむ時の勢いを利用して自分の首を支点にするように反時計回りにリング上をクルクルと転がる。2、3周転がった後にフォールの体勢に持ち込む。相手の三半規管を狂わせると同時に股裂きを決める技とされてローリングのスピードが速いほど効果があるといわれている。
原型はダニー・ホッジの用いていたオクラホマ・ヘイライド。テリー・ファンクは、これに回転を加えてフィニッシュ・ムーブとしていた。テリーは1975年12月10日、この技でジャック・ブリスコを下して第51代NWA世界ヘビー級王者となった。

## 主な使用者
- ディック・スタインボーン[2]
- テリー・ファンク[2] - スタインボーンから直接伝授されたとされる。
- ボビー・シェーン[3]
- ティム・ホーナー[4]
- 小橋建太
- ケンドー・カシン
- 藤田ミノル
- 潮崎豪
- SANADA
- 豊田真奈美
- 福岡晶

## 派生技
ウニベルサル
前方回転エビ固めの要領で両脚で相手の胴体をフックしつつ体を横回転させて相手の体を円状に転がして三半規管にダメージを与える。TAJIRIは大日本プロレス時代にダイヤル固めの名称で使用。
派生技として"brother"YASSHIが片腕と首をフックした状態で同様に相手を転がす技をターンテーブルの名称で使用。